# Metro Charkiw

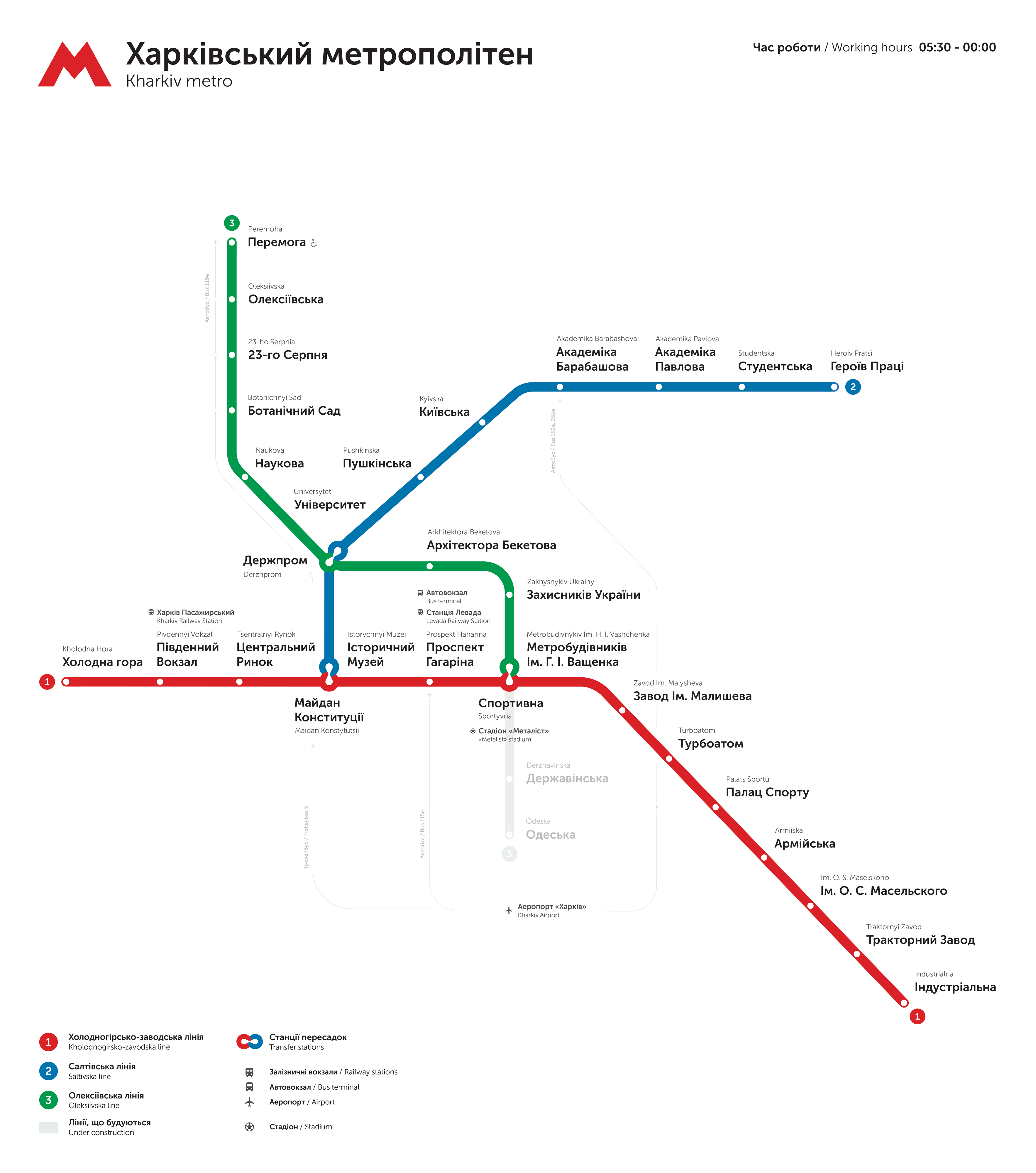
Aktuelles Linienschema der Charkiwer Metro

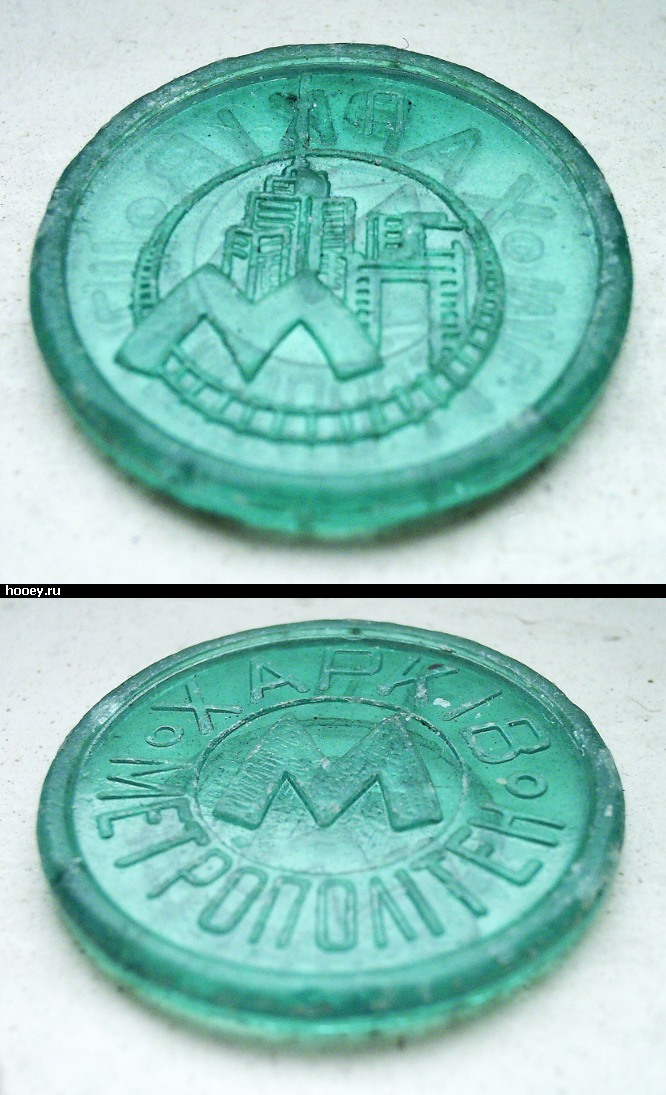
Fahrmarke für die Metro, ausgegeben in Form eines Kunststoff-Jetons

Die Metro Charkiw (ukrainisch Харківський метрополітен, Charkiwskyj metropoliten, russisch Харьковский метрополитен, Charkowskij metropoliten), das U-Bahn-System der zweitgrößten ukrainischen Stadt, wurde im Jahr 1975 in Betrieb genommen und besteht aus drei Linien, die das typische Sekantennetz ehemals sowjetischer Großstädte bilden.

## Geschichte
Wie in vielen sowjetischen Städten stieg die Bevölkerungsanzahl Charkiws nach dem Zweiten Weltkrieg sprunghaft an. Damit war nun auch der Bau einer U-Bahn zur besseren Erschließung der Stadt in Erwägung gezogen worden. Nachdem die Pläne konkretisiert wurden, begannen die Bauarbeiten im Jahr 1968. Es sollte ein so genanntes „Duo-System“ errichtet werden. Das heißt, während in den Außenbereichen der Stadt schon vorhandene Vorortstrecken der Eisenbahn genutzt werden sollten, die mit einer 3000 Volt starken Oberleitung versehen waren, war in der Innenstadt Charkiws der Bau neuer U-Bahn-Tunnel vorgesehen, bei denen eine seitliche Stromschiene mit 825 Volt installiert werden sollte.
Doch schon im ersten Baujahr änderte man die Pläne zu einer Voll-U-Bahn, wofür mehrere Gründe sprachen: Erstens war der Umbau der vorhandenen Eisenbahnstationen der Stadt zu teuer, wobei auch eine Absenkung der Bahnsteige geplant war. Für die damals benutzten Eisenbahnzüge wäre der Abstand zwischen Wageneinstieg und Bahnsteig jedoch zu groß gewesen. Zweitens hätten die U-Bahn-Züge vollkommen neu konstruiert werden müssen, so dass es der Stadt günstiger erschien, sich an Fahrzeugbeschaffungen anderer sowjetischer Städte anzuschließen. Damit wurde auch eine Inkompatibilität mit anderen sowjetischen U-Bahn-Systemen vermieden.
Da in Charkiw ein sehr hoher Grundwasserspiegel besteht, wurden die Stationen nur in Tiefen bis zwanzig Metern gebaut. In anderen sowjetischen Städten waren dagegen Bahnhofs- und Streckentiefen bis zu siebzig Metern nicht unüblich.
Schließlich konnte nach acht Jahren Bauzeit am 23. August 1975 die erste Strecke zwischen „Холодна Гора“ (Cholodna Hora – „Kalter Berg“) und „Московський проспект“ (Moskowskyj Prospekt – „Moskauer Prospekt“) mit 10,6 km Länge und acht Stationen eröffnet werden, die Linie selbst erhielt den Namen „Холодногірська“ (Cholodnohirska). Eine Betriebswerkstatt wurde miteröffnet, sie befindet sich an der damaligen Endstation Moskowskyj Prospekt. Nur wenige Jahre später konnte eine Verlängerung in Richtung Südosten bis zur Station „Пролетарська“ (Proletarska – „Proletarische“) eröffnet werden, wo eine viergleisige Abstellanlage errichtet wurde. Diese Linienerweiterung hatte fünf Stationen mit 7,6 km. Seitdem verbindet die als rot gekennzeichnete Linie den „Ленінський район“ (Leninskyj Rajon – „Leninbezirk“) über das Zentrum mit dem „Орджонікідзевський“ (Ordschonikidsewskyj Rajon – „Ordschonikidse-Bezirk“); in beiden Bezirken befinden sich große Wohnsiedlungen.
Wenige Jahre nach der Eröffnung der ersten Strecke begannen die Bauarbeiten für die nächste U-Bahn-Strecke Charkiws, schließlich sollte das in der Sowjetunion übliche Sekantensystem gebaut werden.  1984 wurde ein neuer Abschnitt von „Барабашова“ (Barabaschowa) zum „Історичний музей“ (Istorytschnyj Musej – „Historisches Museum“) eingeweiht, der 7,7 km lang war und fünf Stationen aufwies. Ein Umsteigen zur schon bestehenden Linie war an der im Zentrum gelegenen Station Istorytschnyj Musej möglich. Der Bahnhofsteil der Cholodnohirska-Linie trägt den Namen „Майдан Конституції“ (Majdan Konstytutsiji – „Platz des Grundgesetzes“). Zeitgleich wurde eine Gleisverbindung zwischen den beiden Linien in Betrieb genommen, die jedoch selten genutzt wird, da bei der Eröffnung der neuen Linie, die den Namen „Салтівська“ (Saltiwska) erhielt, eine neue Betriebswerkstatt am Bahnhof Barabaschowa in Betrieb genommen wurde.
Ein Jahr später bereits wurde eine Verlängerung der Saltiwska-Linie um drei Stationen bis „Героїв Праці“ (Herojiw Prazi – „Helden der Arbeit“) in Betrieb genommen, die 3,3 km lang war und drei zusätzliche Stationen besaß. Damit verläuft die in Plänen blau gekennzeichnete Linie abgesehen von einer Station vollkommen im „Kiewer“-Stadtbezirk (Київський район).
1984 begannen die Bauarbeiten für die dritte und vorläufig letzte Charkiwer U-Bahn-Strecke. Doch durch die Ereignisse der Wendejahre, unter anderem Zusammenbruch der Sowjetunion und Ausrufung eines souveränen ukrainischen Staates, verzögerte sich der Bau und so konnte die dritte Charkiwer Metrolinie erst am 6. Mai 1995 zwischen „Метробудівників“ (Metrobudiwnykiw – „U-Bahn-Erbauer“) und „Наукова“ (Naukowa – „Wissenschaftliche“) in Betrieb gehen. Diese neue Strecke, die 6,1 km lang ist und fünf neue Stationen besitzt, erhielt keine eigene Betriebswerkstatt. Die Züge der so genannten Oleksijiwska-Linie werden über ein Betriebsgleis, das die Stationen U-Bahn-Erbauer und Gagarinprospekt verbindet, geführt und dann in der Werkstatt der roten Linie gewartet. Im Jahr 2004 ging noch eine weitere 2,6-km-Verlängerung der grünen Linie von „Naukowa“ in Richtung Nordwesten bis zur Station „23 Серпня“ (23 Serpnja – „23. August“) in Betrieb; die Zahl der Bahnhöfe erhöhte sich von 26 auf 28. Im Jahr 2010 kam die Station „Олексіївська“ (Oleksijiwska) hinzu, sowie 2016 der Bahnhof „Перемога“ (Peremoha „Sieg“).
Seit der Dekommunisierung in der Ukraine wurden einige Stationen umbenannt:
Cholodnohirsko-Sawodska-Linie:
- „Радянська“ (Radjanska – „Sowjetische“) → „Майдан Конституції“ (Majdan Konstytuziji – „Platz der Verfassung“)
- „Маршала Жукова“ (Marschala Schukowa – „Marschall Schukow“) → „Палац Спорту“ (Palaz Sportu – „Sportpalast“)
- „Радянської армії“ (Radjanskoji armiji – „Sowjetische Armeen“) → „Армійська“ (Armijska)
- „Пролетарська“ (Proletarska – „Proletarische“) → „Індустріальна“ (Industrialna – „Industrielle“)

Oleksijiwska-Linie:
- „Площа Повстання“ (Ploschtscha Povstannja – „Platz der Rebellion“) → „Захисників України“ (Sachysnykiw Ukrajiny – „Verteidiger der Ukraine“)

Im Rahmen des Russischen Überfalls auf die Ukraine 2022 werden die Stationen und Tunnel als Zufluchtsort vor Raketenangriffen genutzt. Der Bahnbetrieb wurde eingestellt.

## Linien
Charkiw besitzt drei U-Bahn-Linien, die zusammen 38 km mit 30 Stationen haben. Im Jahr 2001 wurden 233,1 Millionen Fahrgäste befördert. In der Hauptverkehrszeit besteht ein 2–3-Minuten-Takt, sonst verkehren die Züge alle 4–5 Minuten.
| Linie                   | Farbe | Strecke                             | Eröffnung | Länge   | Stationen |
| ----------------------- | ----- | ----------------------------------- | --------- | ------- | --------- |
| Cholodnohirsko-Sawodska | Rot   | Cholodna Hora ↔ Industrialna        | 1975      | 17,2 km | 13        |
| Saltiwska               | Blau  | Herojiw Prazi ↔ Istorytschnyj Musej | 1984      | 10,2 km | 8         |
| Oleksijiwska            | Grün  | Metrobudiwnykiw ↔ Peremoha          | 1995      | 11,0 km | 9         |